# Хајд парк (Лондон)
Хајд парк (енгл. Hyde Park) је део највеће парковске површине у лондонском насељу Вестминстеру (Уједињено Краљевство) и налази се под управом Лондонских краљевских паркова (енгл. Royal Parks of London).
Вештачким језером Серпентајн парк је подељен на два дела. Западни део је Хајд парк док су источно од језера Кенсингтонски вртови које је 1728. краљица Каролина издвојила као засебну јавну површину. Сам Хајд парк обухвата површину од 142 ха, док на Кенсингтонске вртове отпада 111 ха површине (укупно 253 ха).
Хајд парк је од свог настанка у XVII веку био место одржавања бројних манифестација и протеста, попут Светске изложбе 1851. за чије потребе је архитекта Џозеф Пакстон саградио велику Кристалну палату. Током Летњих олимпијских игара 2012. у Лондону, у Хајд парку су се одржала такмичења у триатлону и пливачком маратону. У парку су одржани и бројни концерти, а свакако најпознатије и најспектакуларније наступе имале су групе Ролингстонс 1969. чијем наступу је присуствовало између 250.000 и 500.000 посетилаца и Квин 1976. пред 200.000 обожавалаца.
Припадници Привремене ирске републиканске армије (ИРА) су 20. јула 1982. током војне параде у Хајд и Риџентс парку поставили две експлозивне направе услед чијих детонација је смртно страдало 11 припадника британске армије.